# Fajsz (Hungria)
Fajsz (em croata: Fajsin) é um município da Hungria, situado no condado de Bács-Kiskun. Tem 31,99 km² de área e sua população em 2015 foi estimada em 1.621 habitantes.